# Prince Paul
Pour les articles homonymes, voir Paul.
Prince Paul, de son vrai nom Paul Huston, est un DJ, producteur et compositeur de musique hip-hop né le 2 avril 1967 à Amityville (New York). Il était producteur du collectif De La Soul et Gravediggaz, ainsi qu'une figure emblématique du hip-hop alternatif.

## Discographie

### Albums solo
- 1996 : Psychoanalysis: What is It? (WordSound Records)
- 1999 : A Prince Among Thieves (Tommy Boy/Warner Bros. Records)
- 2003 : Politics of the Business (Razor & Tie)
- 2005 : Itstrumental (Female Fun Records)
- 2005 : Hip Hop Gold Dust (Antidote)

### Albums en collaboration
- 1986 : On Fire (Stetsasonic)
- 1988 : In Full Gear (Stetsasonic)
- 1991 : Blood, Sweat & No Tears (Stetsasonic)
- 1994 : 6 Feet Deep (Gravediggaz)
- 1999 : So... How's Your Girl? (Handsome Boy Modeling School)
- 2004 : White People (Handsome Boy Modeling School)
- 2005 : The Art of Picking Up Women (The Dix)
- 2007 : Turn My Teeth Up! (Baby Elephant)
- 2008 : Baby Loves Hip Hop Presents The Dino 5 (Dino 5)